# سيدني لوي
سيدني لوي (بالإنجليزية: Sidney Lowe)‏ مواليد 21 يناير 1960 في واشنطن العاصمة، هو لاعب كرة سلة أمريكي سابق تحول إلى التدريب بعد الاعتزال بدأ مسيرته الاحترافية في سنة 1983 حيث تم اختياره من قبل فريق شيكاغو بولز خلال الدرافت. يبلغ طوله 6 قدم 0 بوصة (1.8 م). اعتزل اللعب في 1990.

## فرق لعب لها
- إنديانا بايسرز
- ديترويت بيستونز
- أتلانتا هوكس
- شارلوت هورنتس
- مينيسيوتا تيمبر وولفز

## روابط خارجية
- سيدني لوي على موقع إن بي أي (الإنجليزية)
- سيدني لوي على موقع سبورتس رفرنس (الإنجليزية)
- سيدني لوي على موقع كلية كرة السلة في سبورتس رفرنس.كوم (الإنجليزية)
- سيدني لوي على موقع ريلجم (الإنجليزية)
- سيدني لوي على موقع بروبوليرز (الإنجليزية)
- سيدني لوي على موقع سبورتس رفرنس (الإنجليزية)
- سيدني لوي على موقع كلية كرة السلة في سبورتس رفرنس.كوم (الإنجليزية)